# Американська окупація Веракруса
Американська окупація Веракруса (англ. United States occupation of Veracruz) — збройний конфлікт, що стався внаслідок окупації американськими збройними силами мексиканського морського порту Веракрус у відповідь на так званий «Інцидент в Тампіко». В результаті ведення в той історичний період Америкою політики великого кийка мексиканська територія перебувала під окупацією збройних сил США протягом семи місяців.

## Передумови
Основною причиною різкого загострення міжнародних стосунків між США та Мексикою став контрреволюційний переворот у лютому 1913 року, коли владу в країні захопив генерал Хосе Уерта, що оголосив себе тимчасовим президентом Мексики та встановив диктатуру. На той час у країні вже точилася Мексиканська революція проти автократичного правління Порфіріо Діаса, яка розпочалася у 1910 році й тривала до 1917 року (втім, збройні та політичні сутички продовжувалися до кінця 1920-х). У свою чергу, американський уряд відправив до мексиканських берегів декілька кораблів Атлантичного флоту ВМС США.
Формальним приводом до початку воєнних дій послугував незначний інцидент, що стався 9 квітня 1914 року в Тампіко. Дев'ять американських моряків за наказом командира канонерського човна «Долфін» були відправлені придбати 440 галонів гасу, необхідного для корабля, на місцевий склад пального. З кінця березня місто перебувало під облогою конституціоналістів Х.Уерти, і стратегічний міст поряд зі складом палива напередодні був оголошений забороненою зоною. Моряки викликали підозри у військового патруля, який затримав їх до з'ясування деталей, але після нетривалого з'ясування обставин американських матросів відпустили. Конфлікт вважався начебто вичерпаним.
Втім, командувач американським флотом контр-адмірал Г. Майо зажадав офіційного вибачення та салюту з 21 артилерійської гармати. Причиною такої поведінки американського адмірала було те, що 2 квітня його наполегливо «запросили» здійснити трикратний святковий салют прапору Мексики на честь святкування визволення міста Пуебла мексиканським генералом П. Діасом від французьких окупантів у 1867 році.
Рішення адмірала Г. Майо було схвалено міністерством ВМС США і особисто президентом В. Вільсоном. Останній пункт ультиматуму був відхилений мексиканською стороною, і В. Вільсон звернувся до Конгресу за дозволом на проведення окупації Веракруса. 14 квітня Атлантичний флот США отримав наказ підготуватися до експедиції в Мексиці. 20 квітня надійшло повідомлення, що у Веракрусі збирається пришвартуватися німецьке судно SS «Іпіранга» з вантажем гвинтівок, кулеметів і боєприпасів, закупленим російським віце-консулом Леоном Раастом для уряду Уерти в 1913 році.

## Початок окупації

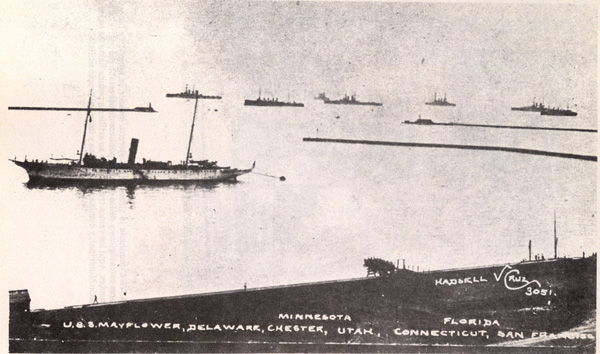
Американські кораблі у Веракрусі, на передньому плані.

О 11:30 ранку 21 квітня підготовлений адміралом Ф. Флетчером десант з 285 озброєних матросів з лінкорів «Флорида» і «Юта» та 502 морських піхотинці на вельботах висадився у морському порту Веракруса. З початком висадки в порту зібрався величезний натовп місцевого населення. Американські військові, що висадилися на берег, не зустріли ніякого опору й за короткий час зайняли порт, митницю, центральний телеграф, вокзал і склади. Гарнізон міста на чолі з генералом Густаво Маасом відмовився вступати в бій та відступив з Веракруса. Але комодор М.Азуета очолив патріотично налаштованих курсантів Військово-морської академії та на чолі цього невеликого загону прийняв бій проти американців. Незабаром до них приєдналися 200 солдатів мексиканської армії. По всьому місту спалахнули осередки вуличних боїв.
До вечора контр-адмірал Ф.Флетчер ухвалив рішення посилити десантне угруповання та підтягнути більше військ і опанувати весь Веракрус, не тільки припортову зону. До мексиканського берега підійшли п'ять американських лінкорів та два крейсери. На борту кораблів був батальйон морської піхоти майора С.Батлера, перекинутий з Панами. З особового складу екіпажів бойових кораблів організували зведений загін з 1200 осіб та відправили на берег на посилення.
О 07:45 22 квітня американські сили розпочали новий наступ. Моряки з кораблів, для яких ведення загальновійськового бою не було відомо, зазнали перші втрати. Спроба їхньої атаки на Військово-морську академію, де забарикадувалися морські кадети та місцеві стрільці, була відбита. Другу спробу вони вжили вже за підтримки вогню корабельної артилерії «Сан-Франціско», «Честер» і «Прерія». До 17 годин місто було зайнято американськими військами. У деяких поодиноких кварталах ще точилася стрілянина, але до 24 квітня весь опір був придушений.
1 травня до місця подій прибув з Філадельфії третій зведений полк морської піхоти під командуванням полковника Л.Воллера, який звів усі наявні сили у бригаду, чисельністю 3 141 офіцер та солдат. Після цього матроси повернулися на кораблі, а до Мексики прибула бригада американської армії. Окупація продовжувалася до 23 листопада, доки усі американські сили не були виведені з Веракруса.